# 1,1,1,2,2,3,3-七氟丙烷
1,1,1,2,2,3,3-七氟丙烷是一种有机氟化合物，化学式为C3HF7。它可由三氟甲烷和四氟乙烯在催化下反应制得；或由七氟丁酸钠为原料反应得到。它和正丁基锂反应后，加入硼酸三甲酯，可以得到七氟丙基三甲氧基硼酸锂。